# 天涯社区
天涯虚拟社区，简称天涯社区，是中华人民共和国的一个网络社区，提供论坛、博客、相册、影音、站内消息、虚拟交易等多种服务。其自我定位是“全球华人网上家园”。所有者为海南天涯社区网络科技股份有限公司。

## 历史
1999年3月1日，天涯社区由邢明创办，当时是炒股爱好者的他用来交流和学习的股票论坛。天涯社区上线时，恰逢四通利方改版成新浪网，由于定位调整，大批在四通利方论坛的精英网友转移到天涯社区。这批网友多为高校教师、中国社会科学院、新华社等机构人员，所以天涯社区一上线就成为高端用户、高质量内容、简朴页面构成的论坛。随之《天涯》、《南方周末》等媒体也不断为天涯社区背书，令其声名鹊起。
2004年，新浪与搜狐希望收购天涯社区，但天涯社区仅接受入股，拒绝并购，双方不欢而散。2005年，Web 2.0概念以及博客兴起，天涯社区随之设立了天涯博客，获得IDG以及清科的投资。2006年，天涯社区得到联想、谷歌、江南春共同投资。天涯社区此时获得了大量资金及谷歌方面的流量支持，而且合作创建了天涯问答、天涯来吧两个产品。天涯社区高速发展，获得大批用户，依靠高质量的用户及内容，还有对社会民生之关注，占据了中国舆论场的一角。那时，天涯社区受到了各级政府、记者、图书编辑、企业的关注。除此之外，《鬼吹灯》《明朝那些事儿》等小说也在天涯社区连载。
2010年，谷歌宣布退出中国，和天涯社区终止合作，天涯社区的流量迅速下滑，用户增长缓慢。天涯社区在用户、流量、产品、环境、替代性、技术、运营、财力、社区/论坛发展趋势、内容、竞争者、营收模式、品牌个性等方面都面临一系列困难。2013年，天涯社区在成都发布新产品“微论”，希望借微论抗衡微博及微信，为天涯上市铺平道路。但微论并没有获得市场关注。
截至2013年8月，天涯社区注册用户数为8500万。
截至2022年11月2日，天涯社区网络科技股份有限公司被执行总金额达1.39亿元。天涯社区法定代表人、创始人邢明已被限制高消费。11月17日，天涯社区再被强制执行20万。11月22日，其论坛内所有板块均无法发帖，此后天涯社区回应为网络故障，已于11月25日18时恢复，否认将关停服务。
2023年3月29日开始，天涯社区开始无法登录。同年4月1日，天涯社区公告称，近期将进行技术升级和数据重构，在此期间平台将无法访问。2023年4月25日，天涯社区网站及APP无法打开，引发关注。但天涯社区官方微信公众号和微博賬號依然在更新，天涯社區微博商务合作负责人表示账号商务合作仍在开展，官方微博称“我会回来的……”。截至當天，天涯社區累計执行标的超1.46亿元。媒体采访获悉，天涯社区因资金链断裂，一直无力支付海南电信服务器费用，累積十几年己達一千多万，已将网站数据打包下载后将剩余资产转售给海南电信，员工也已先後离职；其網站域名在2023年3月底被封，同年4月24日停止运营。
2023年5月27日，天涯社区官微发布长文《青山不遮，天涯未远──关于天涯社区近期暂停访问服务等情况的公告》，表示由于资金流动性困难，近年来天涯社区累计拖欠的电信IDC费用已到了最后无法协调协商的状态，加上一些平台自身需要改进的的技术问题，需要进行技术升级、数据重构及产品瘦身等，因此天涯社区需要暂停访问服务。前董事长邢明也在社交平台上首度回应了网民关心的问题，称是因为资金问题导致的暂时停摆，“并没有放弃恢复网站的希望”。他还保证天涯社区的数据不会丢失，会尽力保留网民们在天涯上发过的内容。而另一位创始人之一、前执行总编宋铮发起了“七天七夜，重启天涯”直播义卖活动，自5月28日20点开始直播，通过直播销售的形式筹集到300万的资金支付电信机房的费用。6月3日直播结束后，“重启天涯”官方账号于4日公布筹款数据，但七天直播仅筹得不足15万元人民币，以及其他平台的捐款共计5万4766元。
2024年2月26日，天涯社区被自然人申请破产审查，案件由海南省海口市中级人民法院办理。2月27日，天涯社区表示是离职员工提起的诉讼，但仍在为重启做努力和准备。3月1日，天涯社区表示在筹措资金以及确保数据安全合规的前提下，计划在5月1日前恢复访问，恢复访问后将启用新的国际域名tianya.net。另外天涯社区还将以最初的tianyaclub.com域名，推出“全球旅行与时尚消费社交平台”，计划在1个月内推出；并以会员增值服务为未来发展方向。4月30日，天涯社区表示，恢复网络平台访问所需的专项资金已落实，但恢复访问的日期则再次延迟。
2024年5月27日，天涯社区在其微信公众号上发布公告，宣布以800万元人民币出售其拥有的域名hainan.com，并利用域名出售的资金推进天涯社区恢复运营。

### 创始人
邢明，海南文昌人，出生于河北沧州，1991年毕业于中山大学中文系，2009年获长江商学院工商管理硕士学位，2016年获清华大学五道口金融学院工商管理硕士学位，出身公务员。

## 部分板块
至2007年底，论坛类栏目有主板、别院、城市、部落、职业、网事等6大类别，400多个板块；2007年8月改版推出了整合有社会、人文、经济、时尚、娱乐、体育、校园、人物等八个频道的天涯聚焦内容聚合平台。
其中以下板块比较著名：
| 关天茶舍 | 一个对各种学术性、社会性话题进行深入讨论的地方。 |
| 天涯杂谈 | 性质与关天茶舍有些类似，话题覆盖面更广。这两个版面是国内时政评论的一大文章来源，也是天涯最著名的两个栏目。 |
| 国际观察 | 是“精英”（自由主義者）与“愤青”（中国民族主義者）争论最激烈的地方。 |
| 娱乐八卦 | 2004年从“影视评论”板分裂。创板后发展迅速，先后分裂出“娱乐热点”、“超级女声”等热门板块。里面的文章据称有60％原创，而且质量较高，因此成为娱乐媒体的一大文章来源。 |
| 台湾风云 | 最初主要讨论台灣军事与政治，之後成為批评台灣、比較兩國經濟、對台灣人使用差别用语的地方（常见的有“井蛙”、“南波湾（number one）”、“笔尖岛”等词）。該版網友熟悉台灣，經常通過VPN窺看PTT等台灣网站，常非法收看《政经看民视》《少康战情室》《关键时刻》等中華民國政论节目，宣扬通过武力统一台灣以吞併鄰國。该板块投票“你支持小英（蔡英文）连任吗”，结果高达97%的投票网友表示支持，認為由蔡總統执政有助於武力吞併台灣，網友又十分看不起台灣政治人物韩国瑜（称其为“韩四靠”）等國民黨政客，认为他们这些“独台”或“华独”只会阻碍兩國统一。 |
| 煮酒论史 | 互联网上作品质量水准最高的历史论坛，聚集了大量专业、非专业史学爱好者。 |
| 天涯聚焦 | 天涯社区的内容聚合平台，包含社会、人文、经济、时尚、娱乐、体育、校园、人物等八个频道，聚合天涯社区最精华的内容。 |
| 天涯部落 | 是一种全新的网络生活方式，它承袭天涯社区开放性、原生态的特质。在部落里可以扮演酋长、长老和普通成员等，满足用户多种需求。主题包罗万象，在这里都可寻找到志同道合的群体。 |
| 天涯来吧 | 是天涯为时尚男女、个性人群提供交流、交友服务的子社区，通过用户输入的关键词，自动生成讨论区，使用户能立即参与。同时天涯来吧也是一个基于关键词，与Google搜索紧密接合的社交平台。 |
| 天涯重庆 | 天涯社区旗下的论坛之一。天涯重庆论坛是当地影响力最大、人气最旺的重庆论坛，囊括在重庆的重庆人、外地的重庆人、重庆的外地人的生活方方面面。 |
| 一路同行 | 于1999年4月20日开版，内容主要为同志情感故事及文学作品，欢迎小说，散文，诗歌及随笔类贴子，其中连载小说尤为知名，是中国内地著名的同志论坛与网络发声地。运行 18 年历史，有主贴73万篇、回帖2108万条。由于“不可抗因素”，本版自 2017 年 9 月 30 日 0 时起停止运行。 |

## 著名网络事件
- 雙魚玉佩傳說
- 孙释颜在天涯社区回应朱令案：2013年4月18日，朱令铊中毒案犯罪嫌疑人孙释颜以网名"孙维声明"在天涯发表贴对该案表态：这么多年，和很多人一样，等待真相水落石出的那一天。 [22]
- 天涯卖身救母事件
- 强兰造星事件：qianglan，又被网友称为强兰，因2004年3月29日在天涯杂谈上发表《在重庆的一个中产阶级的一天》及其后续多个帖出名，天涯网友掀起空前的造星运动，成立“兰友会”。
- 汉芯造假
- 遼寧鋼包事件
- 山西黑窑事件
- 非常真人：从2006年5月16日起，一位名为“非常真人”的网民在天涯贴图专区发布了一系列真人四格漫画，创下上千万的点击率。[23]
- 我爱我的祖国：网友“晨歌牧马”投稿的诗歌《我爱我的祖国》因被天涯国庆晚会筹备会认为不够娱乐而被剔除，愤怒之下开贴申述对该筹备会的不满并爆了筹备会的一些内幕，后遭管理员删帖。网友“晨歌牧马”以“ID不要了”的攻势继续发帖，一开始网友反映冷淡，甚至评价诗歌水平“诗写得就更不用说了”。直至网友“随缘也好”跟帖声称“楼主实在太有才了，我不忍心这么好的作品死于非命，特意朗诵了一下，楼主听听看是否满意”并附上了朗诵音频，因该音频朗诵水平咬字清楚，感情饱满、加上较佳的配乐而被众网友欣赏，并命名为“CCTV版”，之后又有网友上传了“伦敦音版”、“绵羊音版”引发了更多网友跟进，目前已有近两百多种语调朗诵诗歌《我爱我的祖国》，例如“京剧版”、“孙悟空版”、“变形金刚2之威震天版”、“蜡笔小新版”，还有中国各地方言版，甚至还出现了“英语版”、“西班牙语版”、“法语版”等，被网友称为“变废为宝的典范”，“失意之作引发诗歌朗诵狂欢”。原帖（页面存档备份，存于）[24][25]
- 天津无肛女婴事件
- 6·9圣战事件：由于韩国组合Super Junior参加上海世界博览会表演时造成人踩人，其中部分支持者对武警指骂，以天涯虚拟社区，百度魔兽世界贴吧（简称WOW吧）、猫扑论坛、黑客联盟、红客联盟和晋江文学城为首发起6月9日晚上7:00攻击百度SuperJunior贴吧以及该组合的韩国官方网站，更有网民将6个网站拟人化成漫画。
- 重庆最牛钉子户事件：《物权法》刚通过及国内在拆迁问题上民怨沸腾的宏观背景；媒体几乎一边倒的支持姿态更稳固了网友的民意基础；几个因素促成了这起网友口中的“一个伟大的标志性的事件”。借助于网络表达出来的民意，任何组织及个体都不应该忽视。发生在天涯重庆社区的又一热点事件。
- 左央事件
- 韩国背心男事件：2008年10月13日，背心男被天涯网友扒出，其真实身份为网络红人“扫街男孩”，并非韩国人。[26]

## 部分用户
天涯社区出现过不少具有社会影响力的注册用户，以下为不完全列表。
- 宁财神：天涯社区第一代网友，中国著名编剧，《武林外传》总编剧。
- 慕容雪村：天涯社区诞生的著名网络作家，代表作为《成都，今夜请将我遗忘》。
- 花千芳
- 当年明月：《明朝那些事儿》作者

### 網路打手
天涯平台影响力巨大，有传闻称存在大量網路打手账号参与讨论引导舆论。